# Cantiga de romaria

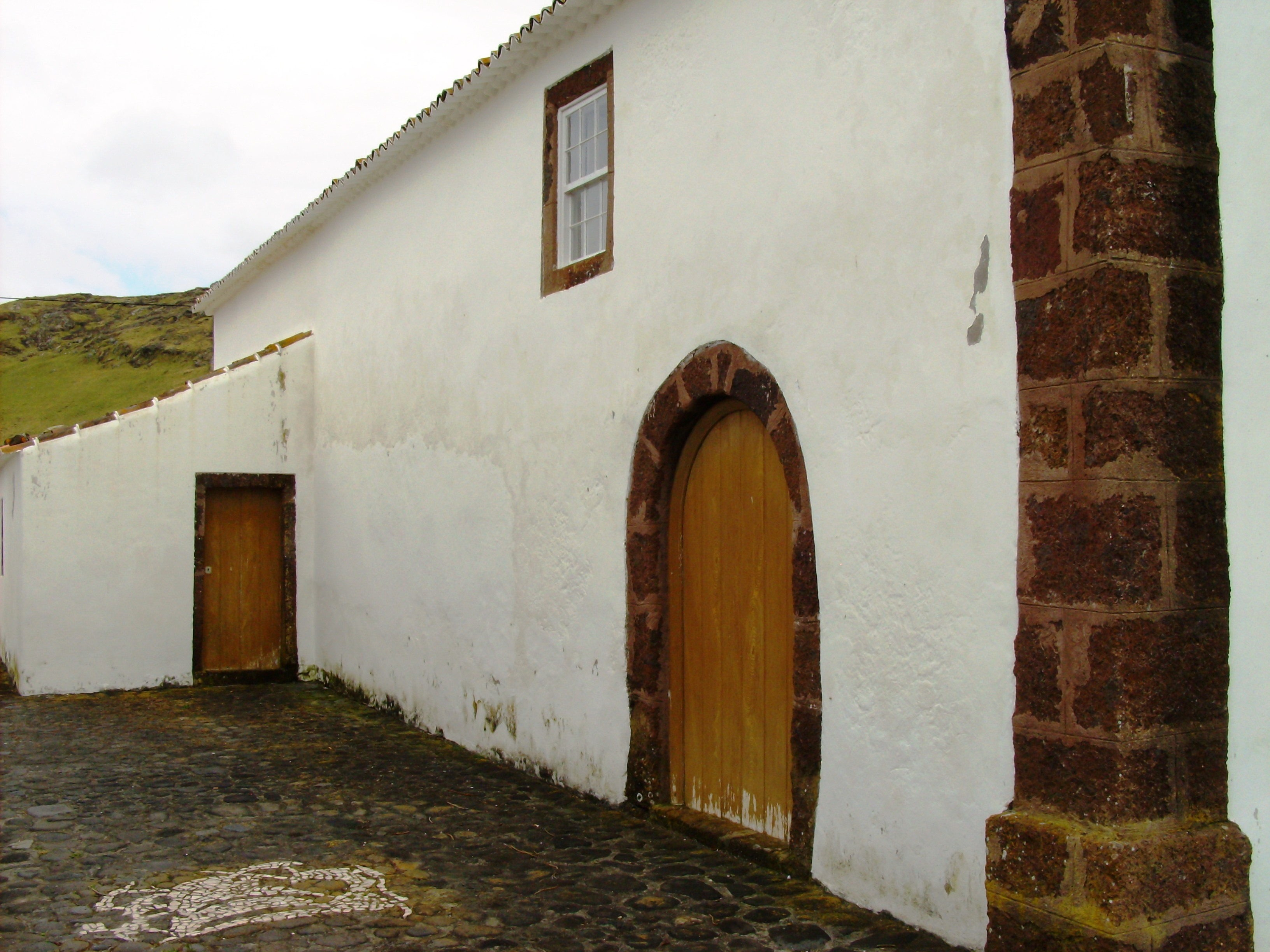
As ermidas serviam como local de encontro dos amantes.

A cantiga de romaria ou cantiga de santuário (em galego:  cantiga de romaría, cantiga de santuario) é uma cantiga de amigo caracterizada pela forma que ocorria o encontro entre dois amantes, numa ermida ou igreja identificada pelo seu topónimo de forma precisa, podendo situar na Galiza ou no norte de Portugal, e que compreendia pequenas séries de um autor. Apesar do nome que recebe, nem sempre acontecia durante uma romaria.

## Elementos
Os diferentes elementos que compõem as cantigas de romaria, não estão todos presentes necessariamente numa mesma cantiga: o anúncio da intenção de ir na romaria, a presença das atividades normais de uma romaria (oração, baile), um encontro combinado entre os amantes, que era a verdadeira motivação da chegada ao santuário, a existência de obstáculos no encontro e a alegria ou tristeza final.

## Autores
- Martim Codax
- Bernardo Bonaval
- João de Cangas
- Meendinho
- Afonso Lopes de Baião
- Martim de Ginzo
- Nuno Treez
- João Servando
- João de Requeixo